# Accordi di Plombières

L'Italia nel 1847. Ai tempi degli accordi di Plombières, Lucca era annessa al Granducato di Toscana.

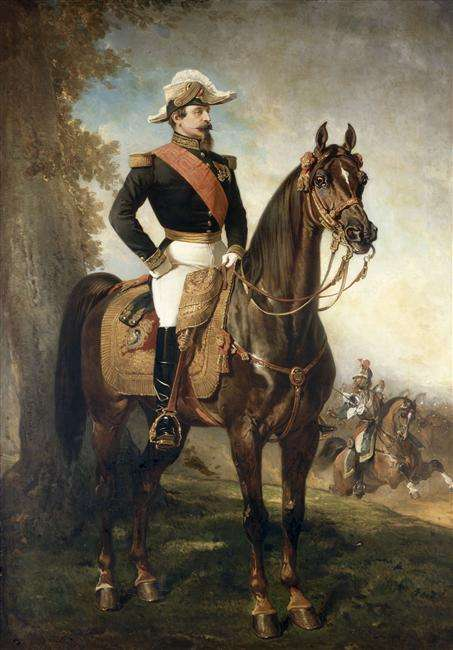
L'imperatore Napoleone III di Francia.

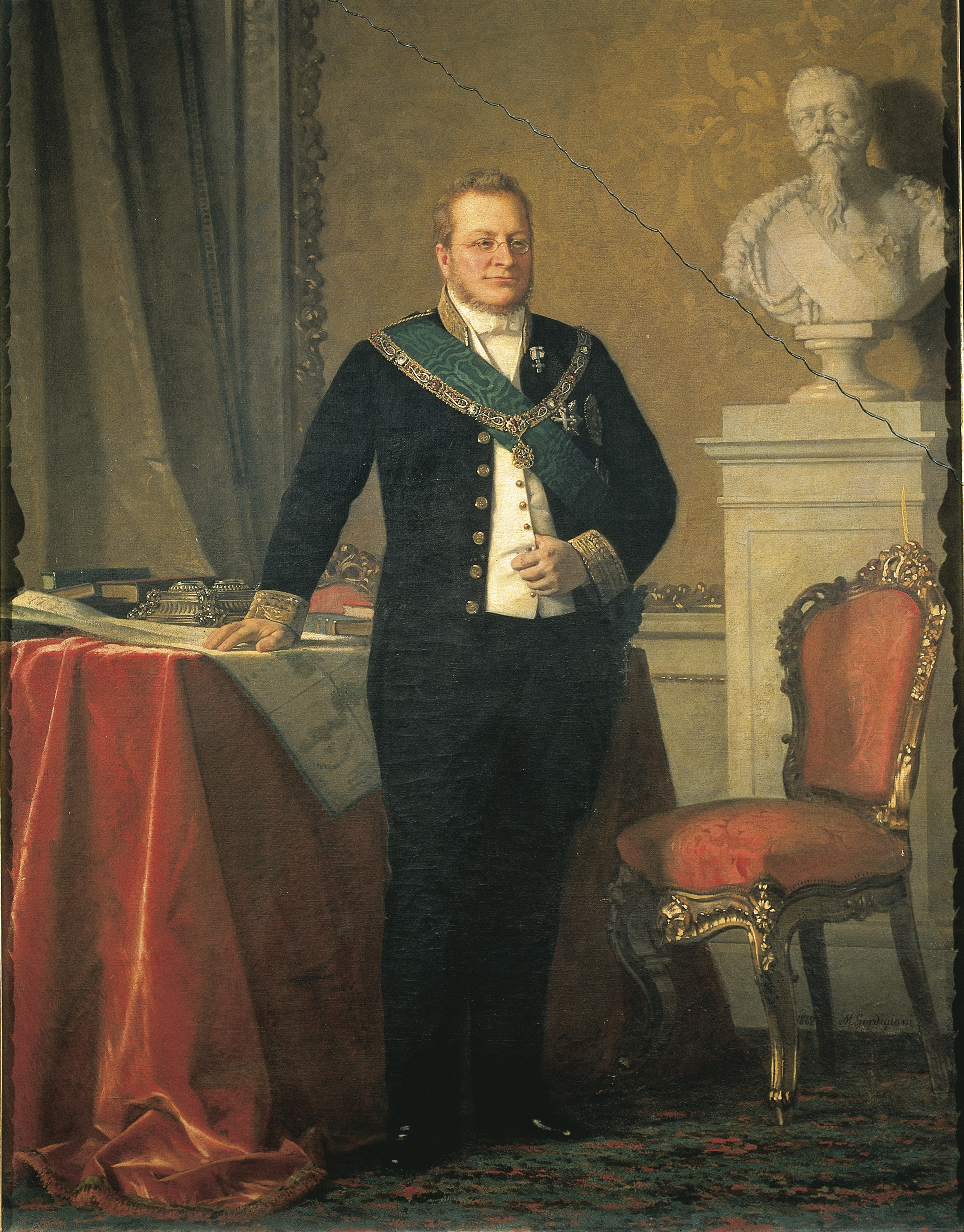
Il presidente del Consiglio piemontese Camillo Benso, conte di Cavour.

Gli accordi di Plombières furono accordi verbali segreti, stipulati fra l'imperatore Napoleone III di Francia e il primo ministro del Piemonte, Camillo Benso conte di Cavour, nella cittadina termale di Plombières, in Francia, il 21 luglio 1858. L'incontro dei due statisti, che pose i presupposti per lo scoppio della seconda guerra d'indipendenza italiana, fu confermato dall'alleanza sardo-francese del gennaio 1859.
Gli accordi stabilirono la guerra di Francia e Piemonte all'Austria e il futuro assetto della penisola italiana, che sarebbe stata divisa in sfere d'influenza francese e piemontese. Gli eventi successivi agli accordi consentirono di realizzare il piano per la parte bellica e non completamente per la parte geopolitica.

## La posizione di Napoleone III
Allo scopo di risolvere la questione italiana e di cancellare per la Francia l'umiliazione del Congresso di Vienna, l'imperatore dei francesi Napoleone III si era deciso ormai da tempo ad una guerra contro l'Austria. Tale conflitto avrebbe dovuto portare ad un grande successo della Francia di modo da dimostrare anche che il regime del Secondo Impero, aiutando l'indipendenza dell'Italia, era progressista e tutt'altro che antirivoluzionario. Favorire l'indipendenza, però, era diverso dal promuoverne l'unità politica, alla quale Napoleone III non era interessato. Egli temeva infatti di perdere l'influenza sulla penisola e l'appoggio dei cattolici francesi dopo l'eventuale caduta dello Stato Pontificio.
La sua politica d'altronde non mutò neanche dopo l'attentato del 14 gennaio 1858, nel quale il mazziniano e anticlericale italiano Felice Orsini (assieme a Andrea Pieri, Carlo di Rudio e Antonio Gomez) attentò senza successo alla sua vita. Condannato a morte, Orsini scrisse nella "lettera-testamento":
(Felice Orsini, Memorie politiche, 1858)

## Verso l'incontro
Il presidente del Consiglio piemontese, Camillo Benso, conte di Cavour, attendeva che si presentasse l'occasione per sfruttare le esigenze francesi che abbiamo visto e realizzare l'obiettivo di sollevare dal giogo austriaco e dalla repressione la maggiore quantità possibile di cittadini italiani.
L'opportunità sembrò manifestarsi alla fine dell'aprile 1858, con l'arrivo di Jacques Alexandre Bixio a Torino. Costui era amico sia di Cavour che del cugino dell'imperatore francese, il principe Napoleone che era in cerca di una moglie fra le dame delle case regnanti d'Europa.
Venendo incontro a queste necessità, Jacques-Alexandre Bixio fu latore a Torino della proposta francese di un'alleanza franco-sarda contro l'Austria. L'accordo sarebbe stato rafforzato, inoltre, dal matrimonio di Maria Clotilde di Savoia, figlia di Vittorio Emanuele II re di Sardegna, con il Principe Napoleone.
Per avere conferma della proposta, Cavour inviò a Parigi Costantino Nigra che si mise in contatto con il confidente e amico di Napoleone III, Enrico Conneau il quale, il 9 maggio 1858, confermò che l'iniziativa aveva il pieno consenso dell'imperatore. Seguirono a Torino dei colloqui di Conneau con Cavour e re Vittorio Emanuele II. A quel punto Napoleone III suggerì che Cavour avrebbe potuto raggiungerlo, per un incontro sulla questione, nella località termale di Plombières, nei Vosgi.

## L'incontro
L'11 luglio 1858 Cavour lasciò Torino facendo annunciare di essere diretto in Svizzera. Solo Vittorio Emanuele II e il generale Alfonso La Marmora erano al corrente della destinazione finale: Plombières, dove il Presidente del Consiglio piemontese giunse la sera del 20 luglio.
Non essendoci pervenuta la testimonianza di Napoleone III, l'incontro ha come unica fonte storica Cavour. La sola versione corrisponde alla lettera che Cavour scrisse, già sulla strada di casa, a Vittorio Emanuele, durante la sosta che fece a Baden-Baden. La missiva fu scritta il 24 luglio 1858 e apparve per la prima volta al pubblico ne La Perseveranza di Milano nel 1883.
L'incontro fra Cavour e Napoleone III si svolse il 21 luglio 1858. Ci fu un primo colloquio fra le 11 di mattina e le 15, e un secondo dalle 16 fino quasi alle 20, durante una solitaria passeggiata in carrozza nei dintorni di Plombières.

### La ricerca delcasus belli
Scrive Cavour che Napoleone III cominciò dicendosi «risoluto a sostenere la Sardegna con tutte le sue forze in una guerra contro l'Austria, a patto che la guerra avvenisse per una causa non rivoluzionaria e potesse trovare giustificazione dinanzi alla diplomazia e più ancora all'opinione pubblica di Francia e d'Europa».
A tale riguardo era necessario trovare un casus belli credibile. I trattati commerciali violati dall'Austria nei confronti del Piemonte risultarono un argomento troppo debole e anche il pretesto dell'occupazione austriaca della Romagna pontificia venne scartato per il motivo che Napoleone III, mantenendo delle truppe a Roma, non poteva pretendere di chiedere il ritiro di quelle austriache da Bologna. Fu così che l'attenzione dei due statisti si concentrò sul Ducato di Modena e Reggio.
Sovrano di questa piccola monarchia era Francesco V di Modena, discendente di Maria Teresa d'Austria. Egli si ostinava a non riconoscere Luigi Napoleone come imperatore dei Francesi, cosa che indubbiamente favorì il seguente piano contro di lui: si doveva provocare un appello dei modenesi a Vittorio Emanuele II domandandogli protezione e reclamando l'annessione al Regno di Sardegna. Vittorio Emanuele non avrebbe accettato ma, in difesa del popolo oppresso, avrebbe rivolto a Francesco V una nota minacciosa. Quest'ultimo, forte dell'aiuto austriaco, avrebbe risposto in modo provocatorio procurando il casus belli al Regno di Sardegna che avrebbe occupato Massa, in territorio modenese, facendo scoppiare la guerra.

### Il futuro assetto dell'Italia

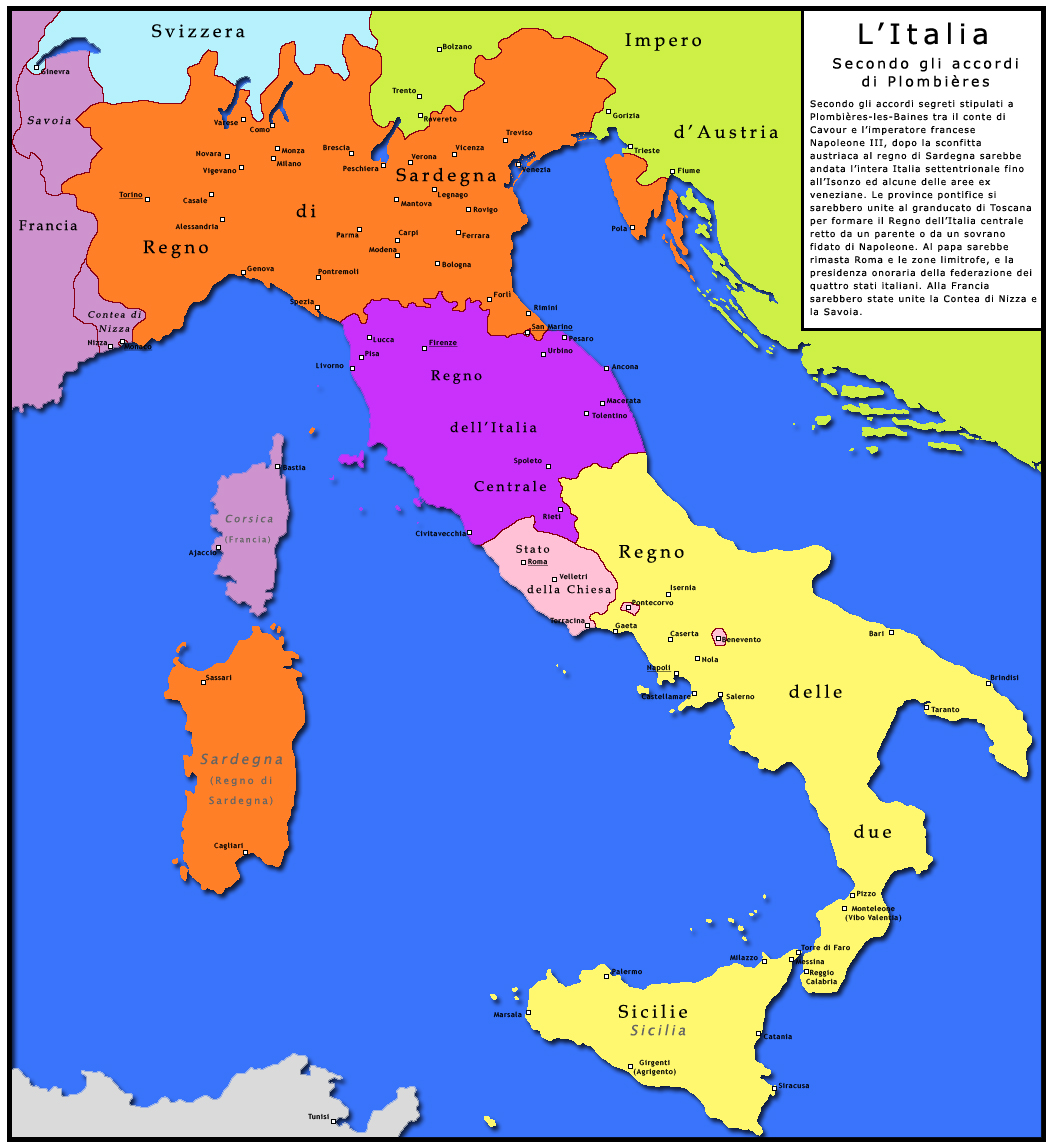
L'Italia secondo gli accordi di Plombières

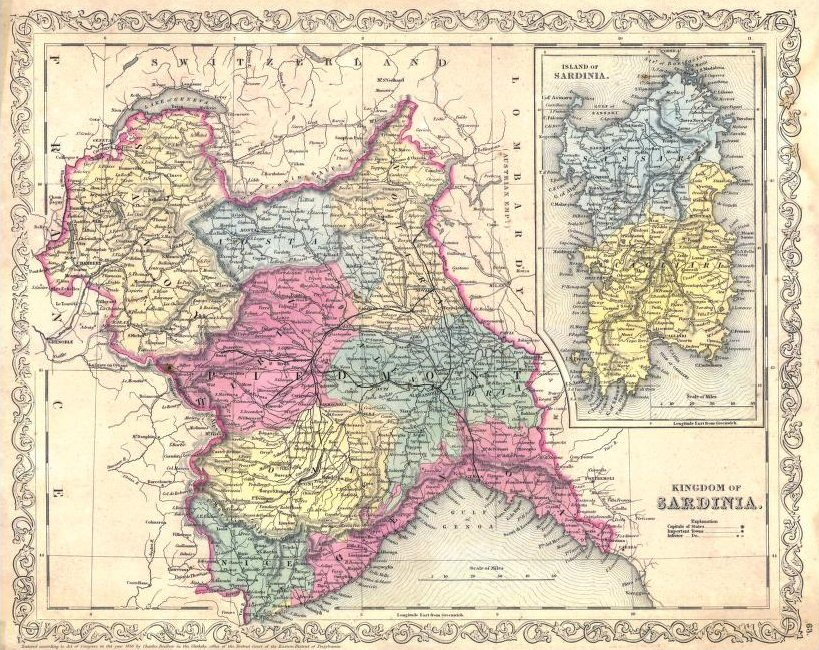
Il Regno di Sardegna nel 1856. Si noti in alto a sinistra in giallo la Savoia (Savoy), oggetto di trattative a Plombières.

Napoleone III dichiarò a Cavour che occorreva cacciare completamente gli austriaci dalla penisola italiana. Convenuti i due statisti su questo punto, si posero le basi, suscettibili di modifiche secondo il corso della guerra, su come organizzare il nuovo assetto politico dell'Italia:
- Regno dell'Alta Italia, guidato da Vittorio Emanuele II di Savoia, avrebbe compreso i territori del Regno di Sardegna, nonché, secondo la lettera di Cavour al Re, "la valle del Po, le Romagne e le legazioni", cioè un territorio comprendente la Pianura Padana fino al fiume Isonzo (con i ducati di Modena e Parma, e la Legazione delle Romagne). Non è chiaro, tuttavia, se il termine "Legazioni" includesse anche quella delle Marche, territorio citato da Cavour in una lettera al generale Alfonso La Marmora del 24 luglio.
- Regno dell'Italia Centrale, comprendente il resto dello Stato Pontificio, eccetto Roma e i suoi dintorni, e il Granducato di Toscana. Nel caso di un ritiro in Austria di Leopoldo II di Toscana lo Stato sarebbe stato guidato, almeno temporaneamente, dalla Duchessa di Parma Luisa Maria di Borbone, personaggio molto gradito a Napoleone III che aveva bisogno a scopi di politica interna di dimostrarsi non avverso all'antica dinastia regnante francese.
- Stato della Chiesa, ridotto a Roma e ai territori immediatamente circostanti, sarebbe rimasto al Papa.
- Regno delle Due Sicilie, rimasto territorialmente invariato e sotto la guida del sovrano dell'epoca, Ferdinando II. Se costui si fosse ritirato, Napoleone III avrebbe visto con piacere salire sul trono di Napoli Luciano Murat, figlio di Gioacchino Murat.

Questi quattro Stati italiani avrebbero formato una confederazione, sul modello della Confederazione germanica, della quale si sarebbe data la presidenza onoraria al Papa.

### Le richieste francesi
Così prosegue Cavour nella lettera a Vittorio Emanuele II di Savoia: «l'Imperatore mi domandò che cosa otterrebbe la Francia, e se V.M. cederebbe la Savoia e la Contea di Nizza. Io risposi che V.M. poiché professava il principio della nazionalità, comprendeva che la Savoia dovesse, per tali fatti, essere unita alla Francia […] per quanto gli dolesse a rinunciare ad una terra che era stata la culla della sua famiglia. […] Quanto a Nizza la questione era differente, giacché i nizzardi avendo […] più del Piemonte che della Francia, la loro annessione alla Francia sarebbe stata contraria a quel principio di nazionalità pel cui trionfo si stava per impugnare le armi [contro l'Austria]».
A queste parole, con cui Cavour ritorceva contro Napoleone III il suo principio della nazionalità dei popoli, l'imperatore si accarezzò i baffi e aggiunse che queste erano per lui questioni secondarie delle quali ci si sarebbe occupati in un altro momento.

Passarono quindi allo scenario internazionale della guerra all'Austria che, secondo Napoleone III, si poteva riassumere in: neutralità della Gran Bretagna con l'aiuto della diplomazia piemontese, astensione della Prussia avversaria dell'Austria e assenso della Russia.
Quanto alle forze da schierare per la guerra, La Marmora aveva già un progetto che prevedeva 160.000 uomini (metà dei quali francesi e metà piemontesi) e una campagna militare nella valle del Po. Napoleone III parlò invece di 300.000 soldati, per due terzi francesi, e di una campagna che giungesse fino a Vienna.

### Il matrimonio dinastico
Allo scopo di suggellare la futura alleanza sardo-francese nella seconda parte del colloquio, avvenuta nel pomeriggio durante una passeggiata in carrozza, Napoleone III propose il matrimonio tra suo cugino Napoleone Giuseppe Bonaparte e Maria Clotilde di Savoia figlia di Vittorio Emanuele II.
Cavour, che già si era accordato con Vittorio Emanuele II, rispose parlando delle voci sfavorevoli che circolavano sulla personalità del cugino dell'imperatore, e addusse la giovane età (quindici anni) della figlia di Vittorio Emanuele ma, nella lettera di Baden-Baden indirizzata a quest'ultimo, cercò di convincerlo della bontà della proposta francese. La futura alleanza, scrisse, sarebbe stata differente con un'unione matrimoniale fortemente voluta da Napoleone III, non esitando a dichiarare che accettare l'intesa senza matrimonio sarebbe stato un enorme errore politico.

Fra l'altro, alcune fonti riportano che Napoleone III avesse intenzione di affidare il Regno dell'Italia centrale proprio allo sposo Napoleone Giuseppe.
L'incontro di Plombières si concluse con una stretta di mano e con la frase di Napoleone III: «Abbiate fiducia in me, come io ho fiducia in voi».

## L'epistolario sul tema degli accordi

### Vincenzo Salvagnoli a Napoleone III, 28 novembre 1858
Nel novembre del 1858 a Compiègne il giurista liberale toscano Vincenzo Salvagnoli dopo un colloquio con Napoleone III gli consegnò un documento con alcune proposte per un nuovo assetto della penisola italiana che politicamente sarebbe stata suddivisa in quattro Stati. 
La proposta era caratterizzata dalla formazione di un forte Regno dell'Italia centrale composto dal Granducato di Toscana, dal Ducato di Modena e Reggio, dal Ducato di Parma e Piacenza, dallo Stato Pontificio eccetto Roma, dalla Sardegna (ceduta dal Piemonte) e dalla Corsica (ceduta dalla Francia). Il trono del Regno sarebbe stato assegnato ad un principe francese, ad esempio il principe Napoleone, figlio dell'ex re Girolamo Bonaparte. 
La richiesta di Salvagnoli concedeva invece al Regno dell'Alta Italia, a guida sabauda oltre alla Lombardia ed al Veneto, anche i territori italiani del Friuli e la costa dalmata dell'Istria. 
Il papato avrebbe mantenuto Roma e dintorni, con una striscia di terra fino al suo porto di Civitavecchia e avrebbe avuto il sostegno finanziario da parte degli altri Stati italiani. 
Il Regno delle Due Sicilie manteneva i suoi confini, venendo però assegnato ad un governante suggerito dal Regno Unito, a condizione che tutti i principi austriaci o borbonici ne fossero esclusi.

### Cavour al Marchese di Villamarina, 25 novembre 1858
Cavour nella lettera indirizzata a Salvatore Pes di Villamarina, ambasciatore piemontese a Parigi, esprime altre richieste circa la formazione degli stati del nord e del centro, diverse da quelle espresse dal Salvagnoli all'Imperatore. 
(Storia documentata della diplomazia europea in Italia dall'anno 1814 all'anno 1861, a cura di N. Bianchi)
Tale concetto è rilevabile anche dal testo della lettera in questione:
(Carteggio Cavour-Nigra, vol. I, p. 214)
In relazione a quanto sopra si fanno presenti le osservazioni riportate da Nicomede Bianchi nella Storia documentata della diplomazia europea in Italia dall'anno 1814 all'anno 1861: 

## Gli scopi
Nonostante l'accordo, gli scopi dei due statisti erano opposti: Cavour riteneva che, controllando l'Italia del nord, re Vittorio Emanuele II avrebbe di fatto controllato l'intera penisola, mentre Napoleone III era convinto che, avendo sotto il suo dominio i due terzi dell'Italia, avrebbe di fatto controllato anche il regno sabaudo.

## Le conseguenze

### Il trattato sardo-francese
Il trattato formale d'alleanza fu firmato fra il 28 e il 29 gennaio del 1859 a Torino da Vittorio Emanuele II di Savoia e il 26 a Parigi da Napoleone III. L'accordo non comprendeva tutti i punti discussi a Plombières. In particolare lasciava cadere le ipotesi riguardo agli assetti geopolitici dell'Italia centrale e meridionale e si limitava a stabilire l'intervento militare della Francia a fianco del Piemonte in caso di aggressione a quest'ultimo dell'Austria. Prevedeva la formazione, a guerra conclusa, di un Regno dell'Alta Italia sotto lo scettro sabaudo e la cessione alla Francia sia della Savoia, sia della provincia di Nizza.

Infine, per consacrare l'alleanza tra i due sovrani, il 30 gennaio 1859 furono celebrate a Torino le nozze tra Maria Clotilde, figlia di Vittorio Emanuele II, e Napoleone Giuseppe Carlo Bonaparte, cugino di Napoleone III.

### La guerra
Cavour riuscì a farsi dichiarare guerra dall'Austria respingendo l'ultimatum di Vienna del 23 aprile 1859. Nel frattempo una serie di insurrezioni scoppiarono a Firenze, Modena, Parma e nello Stato Pontificio, facendo comprendere a Napoleone III l'irrealizzabilità del suo progetto di porre almeno parte della penisola italiana sotto il controllo francese.

Napoleone III decise quindi di interrompere unilateralmente la campagna militare, firmando con gli austriaci l'armistizio di Villafranca, l'11 luglio 1859.